# El Algarrobal (distrito)
O distrito peruano de El Algarrobal é um dos 3 distritos da Província de Ilo, situada no Departamento de Moquegua, perteneciente a Região Moquegua, Peru.

## Transporte
O distrito de El Algarrobal é servido pela seguinte rodovia:
- PE-1S, que liga o distrito de Lima (Província de Lima à cidade de Tacna (Região de Tacna - Posto La Concordia (Fronteira Chile-Peru) - e a rodovia chilena Ruta CH-5 (Rodovia Pan-Americana)
- PE-36, que liga o distrito de |Moquegua à cidade de |Ilo
- PE-36D, que liga o distrito à cidade de |Moquegua [1][2][3]